# Nowomykołajiwka (hromada Perwomajśke)
Nowomykołajiwka (ukr. Новомиколаївка) – wieś na Ukrainie, w obwodzie mikołajowskim, w rejonie mikołajowskim. W 2001 liczyła 1161 mieszkańców.